# Vorläufige Niedersächsische Verfassung
Die Vorläufige Niedersächsische Verfassung (VNV) von 1951 war die Verfassung des Landes Niedersachsen, die bis zum 31. Mai 1993 in Kraft war. Sie wurde ersetzt durch die Niedersächsische Verfassung vom 19. Mai 1993.

## Geschichte
Die Geschichte der niedersächsischen Landesverfassungen ist – im Unterschied zu derjenigen anderer Landesverfassungen – deutlich an die Entwicklungen in der Nachkriegszeit in Deutschland geknüpft.
Das „Gesetz zur vorläufigen Ordnung der Niedersächsischen Landesgewalt“ vom 11. Februar 1947 war zunächst eine bis 1951 geltende Übergangsverfassung des neu gegründeten Landes Niedersachsen.
Am 13. April 1951 wurde die „Vorläufige Niedersächsische Verfassung (VNV)“ verabschiedet, die die staatlichen Grundlagen in der Zeit bis zur Wiedervereinigung des zweigeteilten Deutschlands regelte. Da sich die Vorläufige Niedersächsische Verfassung auf das bereits 1949 geschaffene Grundgesetz für die Bundesrepublik Deutschland beziehen konnte, verzichtete man – wie z. B. auch in der Verfassung der Freien und Hansestadt Hamburg – auf einen Grundrechtskatalog.
Die historischen Gegebenheiten wurden durch Art. 56 VNV berücksichtigt: „Die kulturellen und historischen Belange der ehemaligen Länder Hannover, Oldenburg, Braunschweig und Schaumburg-Lippe sind durch Gesetzgebung und Verwaltung zu wahren und zu fördern.“
Mit der Wiedervereinigung Deutschlands am 3. Oktober 1990 entfiel der Vorbehalt der Vorläufigkeit. Somit wurde auf der Grundlage der Vorläufigen Niedersächsischen Verfassung die neue Niedersächsische Verfassung von 1993 aufgebaut, der unter anderem Grundrechte und Staatsziele hinzugefügt wurden. Art. 72 NV übernimmt die Bestimmung des Art. 56 VNV.